# Pierre Chayriguès
Pierre Chayriguès (París, Francia, 1 de mayo de 1892 - Levallois-Perret, Francia, 19 de marzo de 1965) fue un futbolista francés que se despeñó como portero. Formó parte de la selección de fútbol de Francia en los Juegos Olímpicos de 1924.
Fue el primer portero francés destacado y sigue siendo el portero más joven en representar a la selección nacional de fútbol de Francia a la edad de 19 años.

## Equipos

### Como jugador
| Equipo                         | País    | Años      | PJ | Goles |
| ------------------------------ | ------- | --------- | -- | ----- |
| US Clichy                      | Francia | 1908-1911 | ?  | ?     |
| Red Star AC                    | Francia | 1911–1925 | ?  | ?     |
| Selección de fútbol de Francia | Francia | 1911–1925 | 21 | 0     |

### Como entrenador
| Equipo       | País    | Años      |
| ------------ | ------- | --------- |
| US Avranches | Francia | 1949-1956 |

## Palmarés

### Campeonatos nacionales
| Título          | Club        | Año  |
| --------------- | ----------- | ---- |
| Copa de Francia | Red Star AC | 1921 |
| Copa de Francia | Red Star AC | 1922 |
| Copa de Francia | Red Star AC | 1923 |